# Badge royal du pays de Galles
Le blason royal du pays de Galles est un symbole héraldique utilisé par le Senedd.
La version actuelle a été adoptée en 2008, elle est basée sur le blason de Llywelyn le Grand, prince gallois du XIIIe siècle. Le blason est notamment utilisé sur les lois adoptées par l'assemblée nationale du pays de Galles et le Parlement gallois.

## Description
Il est formé du blason de Llywelyn le Grand :

« Écartelé d’or et de gueules, à quatre léopards de l’un à l'autre armés et lampassés d’azur. »

Il est surmonté de la couronne de saint Édouard et entouré par la devise « Pleidiol Wyf I'm Gwlad » en gallois, qui signifie « Je suis fidèle à mon pays », issue de l'hymne national gallois. La devise est entourée des emblèmes végétaux des nations du Royaume-Uni : la rose anglaise, le poireau gallois, le trèfle irlandais et le chardon écossais.

## Histoire

### Armes de Llywelyn le Grand

Blason de Llywelyn le Grand.

Avant la conquête normande, le pays de Galles était gouverné par des rois et princes dont les États étaient peu stables et souvent en guerre. Tous ont reçu des armoiries personnelles — souvent de manière rétrospective pour ceux qui ont vécu avant le développement de l'héraldique — qui ont ensuite été portées par leurs descendants. Les deux principaux royaumes gallois étaient Gwynedd au Nord et Deheubarth au Sud. Les derniers princes de Galles à diriger le pays sont issus de la dynastie de Gwynedd, dont Llywelyn le Grand et Llywelyn ap Gruffudd.
Les armes de Gwynedd sont reprises en 1911quand le futur Édouard VIII est fait prince de Galles et qu'un brevet lui conférant des armoiries est publié : en plus de l'habituel blason royal augmenté d'un lambel, ses armes incluent le blason couronné de Llywelyn de Gwynedd afin de représenter le pays de Galles. Précédemment, les armoiries des princes de Galles ne comportaient pas d'évocation du pays de Galles.
Dans les années 1960, le prince Charles décide d'utiliser au pays de Galles un étendard basé sur le blason de Llywelyn augmenté d'un écu avec une couronne.

Le blason du prince de Galles.
L'étendard du prince de Galles lorsqu'il est au pays de Galles.

### Ancien blason

Blason de 1953

Un blason du pays de Galles est utilisé à partir du règne Henri VII : « Sur un mont de sinople, un dragon de gueule passant ». En 1953, le blason est augmenté d'une couronne et de la devise « Y ddraig goch ddyry cychwyn » (« Le dragon rouge inspire l'action »).
Ce blason est utilisé à partir de 1956 dans les armoiries de Cardiff et il figure sur la première version du drapeau du pays de Galles avant que celui-ci soit simplifié en 1959,,.

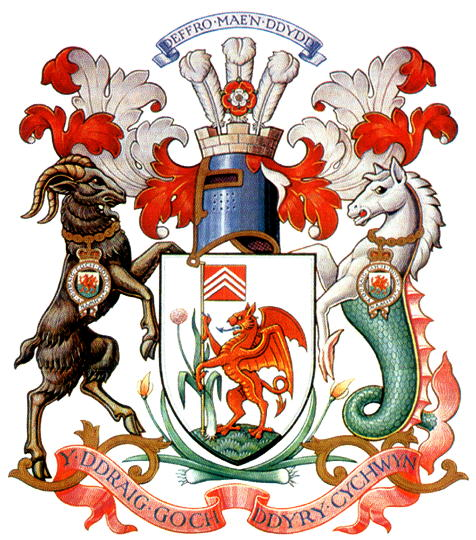
Les armoiries de Cardiff comportent le blason de 1953.
Première version du drapeau gallois (1953-1959).
Drapeau actuel

De nos jours, ce blason est toujours utilisé par le bureau du Pays de Galles.

### Blason actuel
En 2007, le président de l'Assemblée nationale du pays de Galles entame des discussions avec le prince de Galles et le College of Arms afin de créer des armoiries officielles pour l'Assemblée. Le nouveau blason royal est dessiné par le chef d'armes de la Jarretière, Peter Gwynne-Jones, et adopté en 2008,.
Il apparaît sur le sceau gallois depuis 2011.